# Domenico Attanasio
Domenico Attanasio (Napoli, 23 ottobre 1926 – Napoli, 27 ottobre 2021) è stato un cantante italiano.

## Biografia
Nativo del Vomero, visse a Coroglio. Dotato di una voce estesa e pastosa, cantò per caso alla rotonda di un lido e venne incoraggiato da Gino Vanorio (fratello del più famoso Gabriele) a prendere lezioni di canto dalla maestra Bianca Santamaria, studiando insieme ai giovanissimi Lello Di Domenico e Tullio Pane.
Successivamente si iscrisse al Conservatorio di San Pietro a Majella, iniziò la sua carriera nella lirica vincendo tre concorsi indetti dall'ENAL e debuttò come tenore al Teatro San Carlo di Napoli nell'opera Nina pazza per amore di Giovanni Paisiello, sotto la direzione del maestro Gianandrea Gavazzeni. Ben presto, però, si lasciò tentare dalle lusinghe della musica leggera e nel 1949 decise di passare a essa, vincendo un concorso organizzato dalla Rai, che lo assunse. Ai microfoni della radio cantò con le orchestre dirette dai maestri Gino Campese, Giuseppe Anepeta, Armando Fragna e Luigi Vinci. Insieme al baritono Nunzio Gallo e al soprano Mena Centore, per rispetto degli studi e del valore lirico, venne retribuito con maggiori compensi dei cantanti leggeri.
Sposatosi nel 1951, nel 1952 partecipò alla prima edizione del Festival di Napoli con Varca lucente, in coppia con Oscar Carboni, piazzandosi al secondo posto, e avrebbe anche vinto il festival, essendo stata a lui affidata Desiderio 'e sole e tolta all'ultimo momento. In seguito, partecipò a numerose Piedigrotte, feste di piazza e concerti, ma sempre con distacco, sentendosi in parte imbarazzato dal pubblico. Nel 1965, quando avvertì che le cose stavano cambiando, lasciò il mondo della canzone per dedicarsi agli affari, dove ebbe successo, viaggiando dappertutto, da Capo Nord al Senegal. Rimasto vedovo nel 1999, si ritirò nel quartiere di Chiaia dove ha vissuto fino alla morte.
Ha inciso numerosi dischi per la casa discografica Cetra, effettuato fortunate tournée anche all'estero e preso parte a trasmissioni televisive.

## Discografia parziale

### Singoli
- 1952 – 'A spingola/Cara Lucia (Cetra)
- 1952 – Varca lucente/'E campane napulitane (Cetra)
- 1952 – Margellina/Desiderio 'e sole (Cetra)